# Pryszyb (obwód zaporoski)
Pryszyb (ukr. Пришиб) – osiedle typu miejskiego na Ukrainie w rejonie michajłowskim obwodu zaporoskiego.

## Historia
Status osiedla typu miejskiego posiada od 1938.
W 1989 liczyło 4067 mieszkańców.
W 2013 liczyło 3272 mieszkańców.